# 리반섬

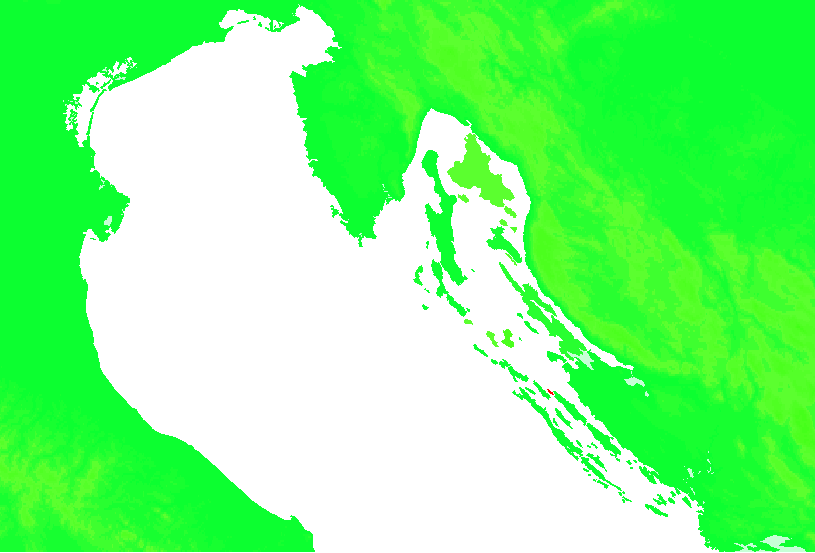

리반섬(크로아티아어: Rivanj)은 아드리아해에 위치한 크로아티아의 섬으로 면적은 4.4km2, 높이는 112m, 인구는 31명(2011년 기준)이다. 행정 구역상으로는 자다르주에 속하며 세스트룬섬과 우글랸섬 사이에 위치한다.